# 贡布雷尼
贡布雷尼（西班牙語：Gombreny），是西班牙加泰罗尼亚赫罗纳省的一个市镇。总面积44平方公里，总人口231人（2001年），人口密度5人/平方公里。